# Geissanthus longistylus
Geissanthus longistylus är en viveväxtart som först beskrevs av José Cuatrecasas, och fick sitt nu gällande namn av Agostini. Geissanthus longistylus ingår i släktet Geissanthus och familjen viveväxter. Inga underarter finns listade i Catalogue of Life.